# 日本板蟹
日本板蟹（学名：Petalomera japonica）为绵蟹科板蟹属的动物。分布于日本、朝鲜以及中国大陆的福建等地，生活环境为海水，常见于泥质海底、水深10多米以及多隐匿于海绵块下。其生存的海拔上限为-10米。